# ジェフリー・バービッジ
ジェフリー・ロナルド・バービッジ（Geoffrey Ronald Burbidge, 1925年9月24日 - 2010年1月26日）は、イギリスおよびアメリカ合衆国の天文物理学者。妻のマーガレット・バービッジも天文学者で、1957年にバービッジ夫妻、ウィリアム・ファウラー、フレッド・ホイルの4人の連名で発表された、宇宙の元素の起源に関する論文（4人の名前からB2FH論文と呼ばれる）はその分野での重要な論文である。
イギリスに生まれ、ブリストル大学、ロンドン大学で学び、物理学の学位を得た。天文学者と結婚したことにより、天文学に転じたと自称している。アメリカで活躍し、カリフォルニア工科大学、ヤーキス天文台などで働いた。1962年からカリフォルニア大学サンディエゴ校の教授となった。1968年王立協会フェロー選出。
定常宇宙論の提唱者の一人でもある。

## 賞・叙勲等

### 賞
- ヘレン・B・ワーナー賞（1959年）
- ブルース・メダル（1999年）
- 王立天文学会ゴールドメダル（2005年）

### 命名
- 小惑星 : (11753)ジェフバービッジ（Geoffburbidge）[1]。